# Ascagne (Bithynie)
Pour les articles homonymes, voir Ascagne (homonymie).
Ascagne est le nom d'un lac et d'un fleuve de Bithynie, en Asie Mineure.
- Le lac (Ascanius lacus) est mentionné par Ptolémée et Pline l'Ancien[1] ; Nicée était située sur sa rive ; c'est aujourd'hui le lac d'İznik.
- Le fleuve (flumen Ascanium) sortait du lac[2],[3] et se jetait dans la Propontide. La région avoisinante était parfois appelée l'Ascanie (Ascania[2]).

## Histoire
C'est au bord du fleuve Ascagne que Properce situe l'endroit où, lors d'une escale de l'expédition des Argonautes, les nymphes emportèrent au fond des eaux le bel Hylas, l'enlevant à son amant Hercule.

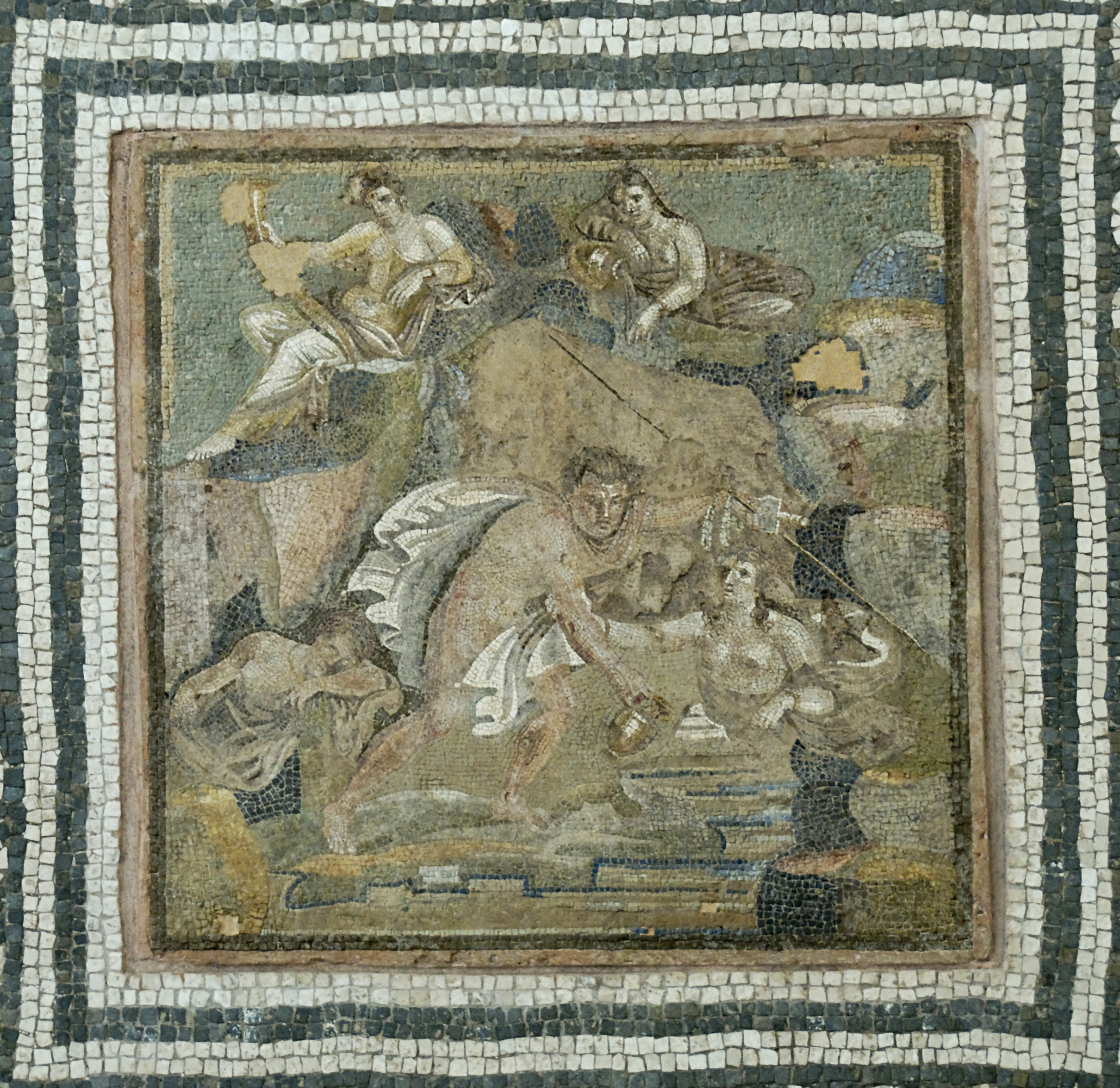
Hylas et les nymphes. Mosaïque romaine. Rome, Musée national romain.

Plusieurs autres lieux du nord-ouest de l'Asie Mineure portaient ce nom.